# 털매미

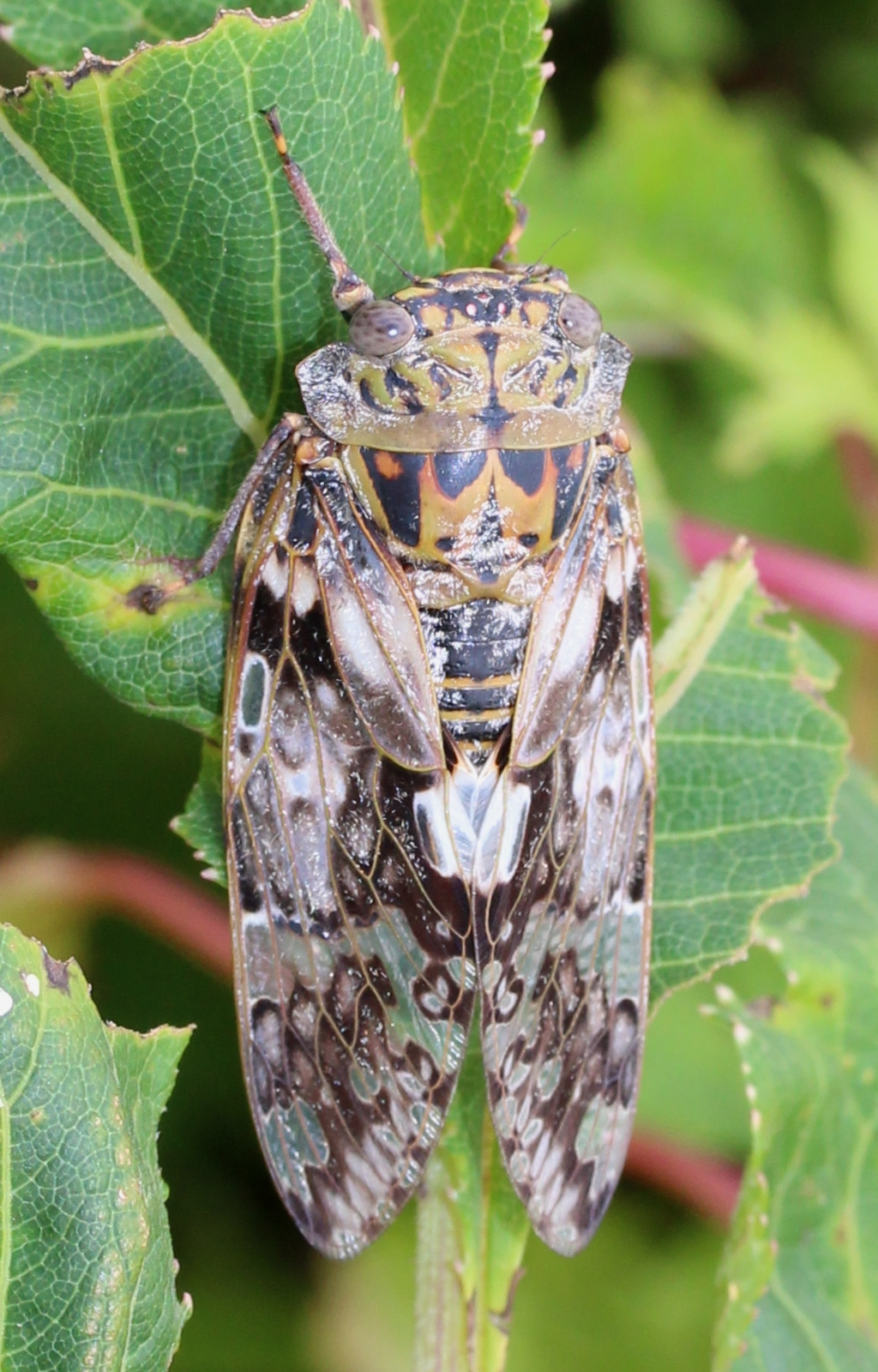
털매미.

털매미(학명: Platypleura kaempferi)는 매미과의 곤충이다. 몸에 짧은 털이 나 있어 털매미라고 이름이 붙었다. 몸길이는 대략 날개편 길이를 포함하면 35-42mm가량 된다. 몸 전체적으로 나무들과 비슷한 연고동 및 연갈색, 회색 빛을 띄며, 등 판 가운데에는 주황색 또는 녹색의 W자 무늬가 있다. 날개는 위장하기에 좋은 고동색 및 갈색 계통의 색과 반투명 색으로 되어 있으며 뒷날개는 갈색이다. 몸과 날개가 불규칙한 무늬가 많아서 나무껍질에 앉아 있으면 눈에 잘 띄지 않는다. 털매미는 개체변이가 심한 편이다. 6~9월 여름에 활동하기도 하지만 매미 중 유일하게 가을까지 활동하는 매미이다.